# Sinogomphus orestes
Sinogomphus orestes – gatunek ważki z rodziny gadziogłówkowatych (Gomphidae). Występuje w Chinach; stwierdzony w prowincji Fujian w południowo-wschodniej części kraju.